# Elements del període 6
Un element del període 6 és un dels elements químics de la sisena filera (o període) de la taula periòdica dels elements, incloent-hi els lantanoides.
Aquests són:
| Grup      | 1         | 2         | 3     | 4     | 5     | 6     | 7     | 8     | 9     | 10    | 11    | 12    | 13    | 14    | 15    | 16    | 17    | 18    |
| # Nom     | 55 Cs     | 56 Ba     | 57-71 | 72 Hf | 73 Ta | 74 W  | 75 Re | 76 Os | 77 Ir | 78 Pt | 79 Au | 80 Hg | 81 Tl | 82 Pb | 83 Bi | 84 Po | 85 At | 86 Rn |
| Lantànids | Lantànids | Lantànids | 57 La | 58 Ce | 59 Pr | 60 Nd | 61 Pm | 62 Sm | 63 Eu | 64 Gd | 65 Tb | 66 Dy | 67 Ho | 68 Er | 69 Tm | 70 Yb | 71 Lu |       |
| e--conf.  |           |           |       |       |       |       |       |       |       |       |       |       |       |       |       |       |       |       |

| Metalls alcalins | Alcalinoterris | Lantanoides | Actinoides | Metalls de transició |
| Altres metalls   | Metal·loides   | No metalls  | Halògens   | Gasos nobles         |